# Basilique Notre-Dame de Bon-Secours
Pour les articles homonymes, voir Basilique Notre-Dame et Notre-Dame-de-Bon-Secours.
La basilique Notre-Dame de Bon-Secours, (autrefois dite Notre-Dame-du-chêne-entre-deux-bois) est située au centre même de Bon-Secours, un village à la frontière franco-belge qui fait aujourd'hui partie de Péruwelz, dans la province de Hainaut (Région wallonne de Belgique). Elle est le centre d'un pèlerinage marial qui débuta au Moyen Âge autour d'un vieux chêne dédié à Notre-Dame-du-chêne-entre-deux-bois).
La basilique actuelle, dédiée à la Vierge-Marie, fut construite de 1885 à 1892 en style néogothique.

## Histoire

### Origine
Un chêne au sommet d’une butte sert au Moyen Âge de borne entre les territoires de Péruwelz, Blaton et Condé-sur-l'Escaut. Une statue s’y trouve accrochée. Elle est vénérée sous le vocable de Notre-Dame du chêne entre-deux-bois, surtout par les habitants de Peruwelz pour lesquels ces lieux étaient terrain commun, laissé à l’usage de tous pour le pâturage, la récolte de bois et autres produits de la forêt.

### XVIIeetXVIIIesiècles
Au début du XVIIe siècle, le chêne est mourant, et l’image a disparu. Le bois de l’arbre abattu est utilisé pour faire une nouvelle statue de la Vierge Marie portant l’Enfant Jésus. Elle est placée dans un petit abri de pierre, à l’endroit même du chêne disparu. Le vénération reprend , sous le nom de Notre-Dame de Bon Secours, d’autant plus que la peste ravageant la région épargne la ville de Péruwelz.

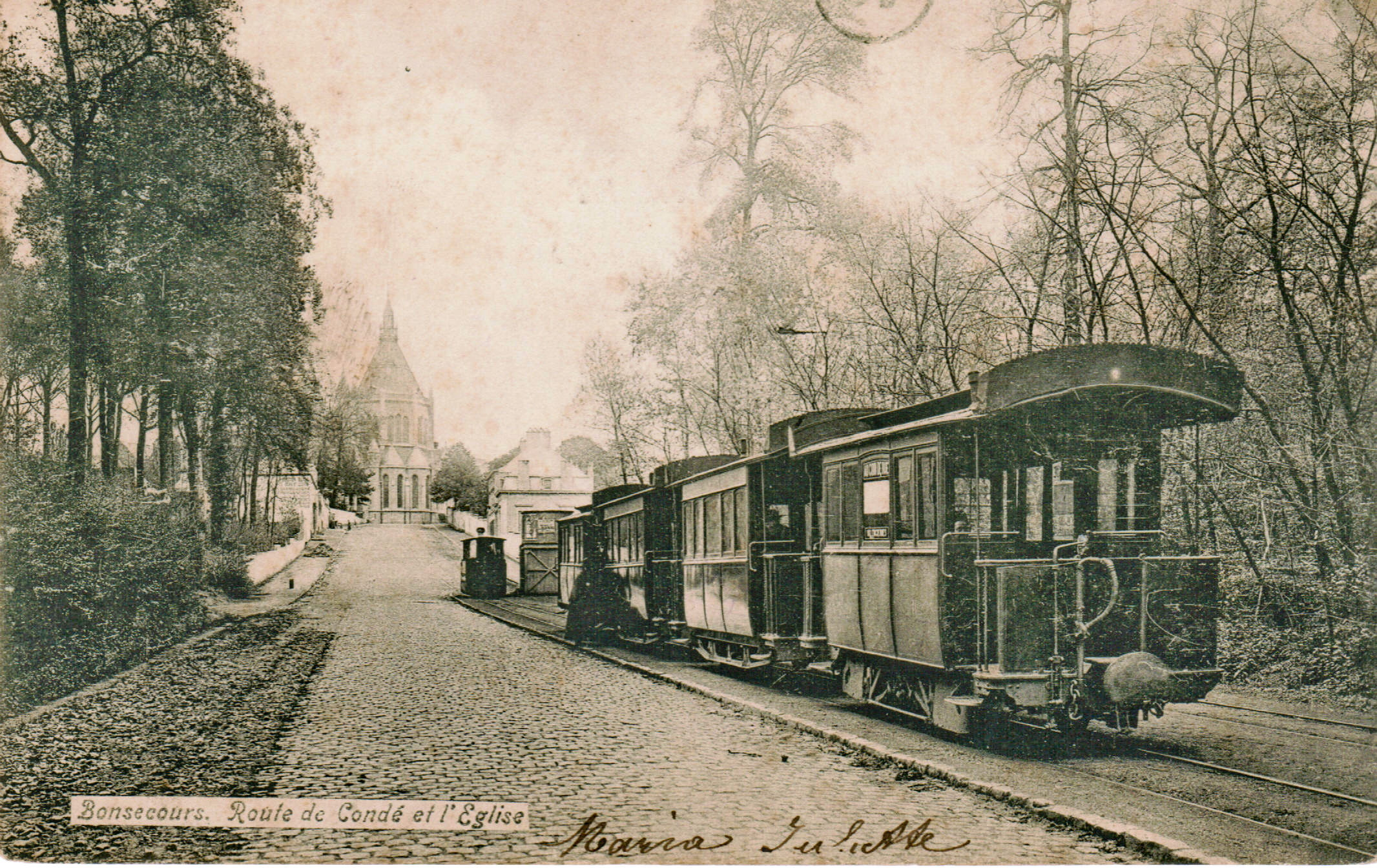
Le tramway de Valenciennes allait jusqu'à la frontière belge, à deux pas de la basilique (1906)

En 1637, les autorités de Péruwelz, reconnaissant de la protection mariale reçue, adoptent en quelque sorte la statue. Une chapelle est construite pour l’abriter. Tous les jours une messe y est célébrée. Les pèlerins commencent à affluer.
La chapelle étant devenue exiguë, elle est agrandie de 1643 à 1645, l’ancienne chapelle devenant le chœur de la nouvelle.
La pratique des pèlerinages continue même durant les guerres de Louis XIV, les temps troublés du XVIIIe siècle et la période révolutionnaire. La pratique des ex-votos se développe. Une prière est proposée aux pèlerins : « Dieu de miséricorde et de toutes consolations qui accordez à vos serviteurs le soulagement nécessaire contre les tribulations dont ils sont affligés accordez-nous par l’intercession de Notre-Dame de Bon Secours, votre sainte et digne mère, les grâces nécessaires pour supporter avec résignation les maux spirituels et corporels qu’il vous plait nous envoyer, et daignez couronner nos souffrances par l’immortalité bienheureuse. Ainsi soit-il. »

### Renouveau auXIXesiècle
Renouveau des pèlerinages durant la seconde moitié du XIXe siècle. Les transports publics se développant - chemin de fer à Péruwelz, tramway à vapeur à Valenciennes et tramway à traction hippomobile de Péruwelz à Bon-Secours - les pèlerins affluent en groupes ou familles. Le village se développe: magasins, restaurants, cafés et pensions de familles. Même des médecins, en particulier des spécialistes de maladies nerveuses, choisissent Bon-Secours pour établir leur ‘centre de cure’.

### Nouvelle église
Le XIXe siècle est marqué par un essor démographique considérable de la population de Péruwelz. Parallèlement le succès du pèlerinage marial ne fait que croître. La petite chapelle du XVIIe siècle est désormais trop petite pour répondre aux besoins du culte et du pèlerinage. Des débats, actions et projets sont entamés en 1858 mais aucun accord n'est trouvé. Les projets, nombreux, sont rejetés les uns après les autres. Les résistances sont de l'ordre politique, économique et patrimoniale (conserver l'ancienne chapelle qui est un témoin du passé ou la reconstruire à neuf ?). Un accord est (enfin) trouvé en 1883. L'ancienne chapelle est démolie le 1er mai 1885 et la première pierre de la nouvelle église est posée le 2 juillet 1885. Pour assurer les fondations, au sommet de cette petite colline, une solide crypte est d’abord construite : les pierres de fondation de l’église précédente et autres blasons de pierres (millésimés 1645), s’y trouvent scellés dans le mur. Les travaux s'échelonnent sur plusieurs années car le financement est difficile. La nouvelle église est consacrée le 1er octobre 1895, et les derniers travaux réalisés en décembre 1898. L’anversois François Baeckelmans (1827-1896) en est l’architecte.
En 1910, Pie X accorde à l’église déjà célèbre le titre de basilique mineure.

## La statue
La statue originale, vénérée depuis plusieurs siècles, est de petite dimension ; elle n’en domine pas moins le chœur. Entourée d’anges elle est rehaussée par le ciborium de bois polychrome sous lequel elle se trouve. Elle est vêtue de soie et de velours, tel que le voulait la mode espagnole du XVIIe siècle.

## Jean Absil
La Basilique Notre-Dame de Bon-Secours est liée à la personnalité du musicien Jean Absil (1893-1974). Natif du bourg (sa maison natale est proche de la Basilique), c'est grâce à l'organiste de l'époque, Alphonse Oeyen, qu'il découvre l'orgue. Après s'être formé à l'École Saint-Grégoire à Tournai, il fait ses études au Conservatoire Royal de Bruxelles. Jean Absil devient alors l'un des grands compositeurs et pédagogues belges de son temps, Prix de Rome, professeur au Conservatoire Royal de Bruxelles et à la Chapelle Royale Reine Élisabeth, membre de l'Académie Royale de Belgique.
Face à la Basilique, la place qui porte son nom est ornée de son buste. Il repose au cimetière de Bon-Secours.

## Galerie de photographies

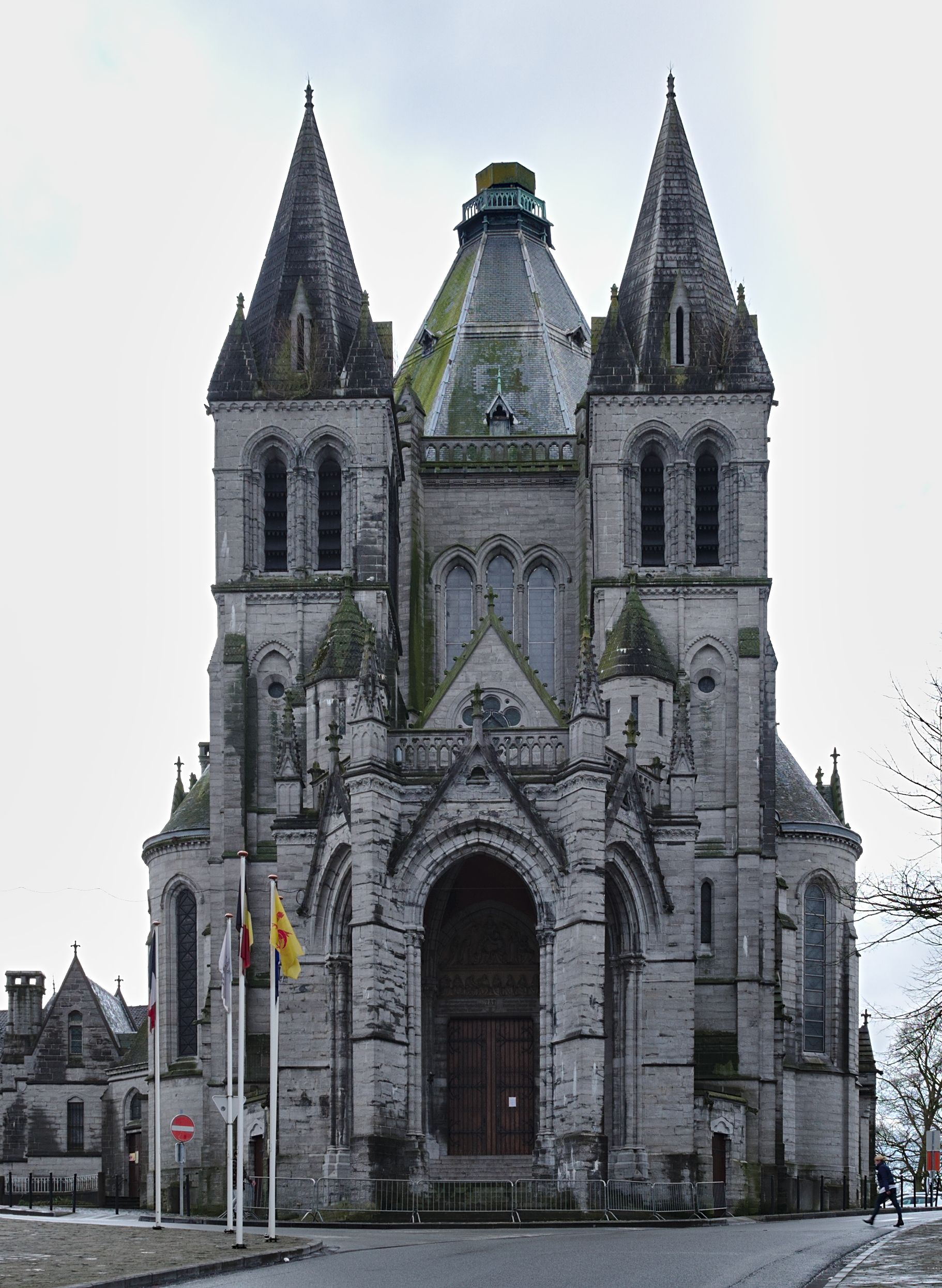
Vue depuis l'avenue de la Basilique
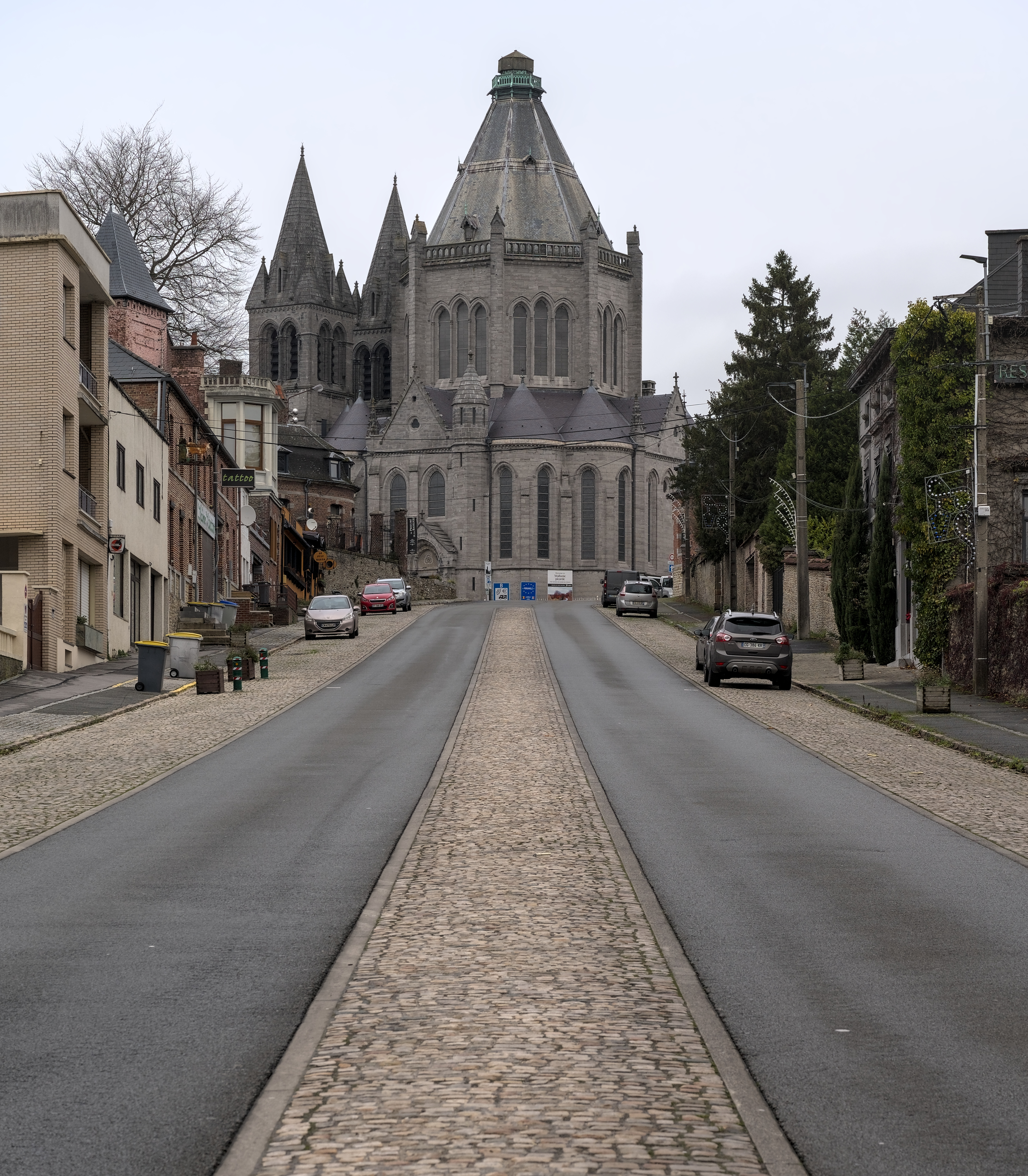
Vue de la Route de Bonsecours (France)